# Batalion ON „Zawiercie”

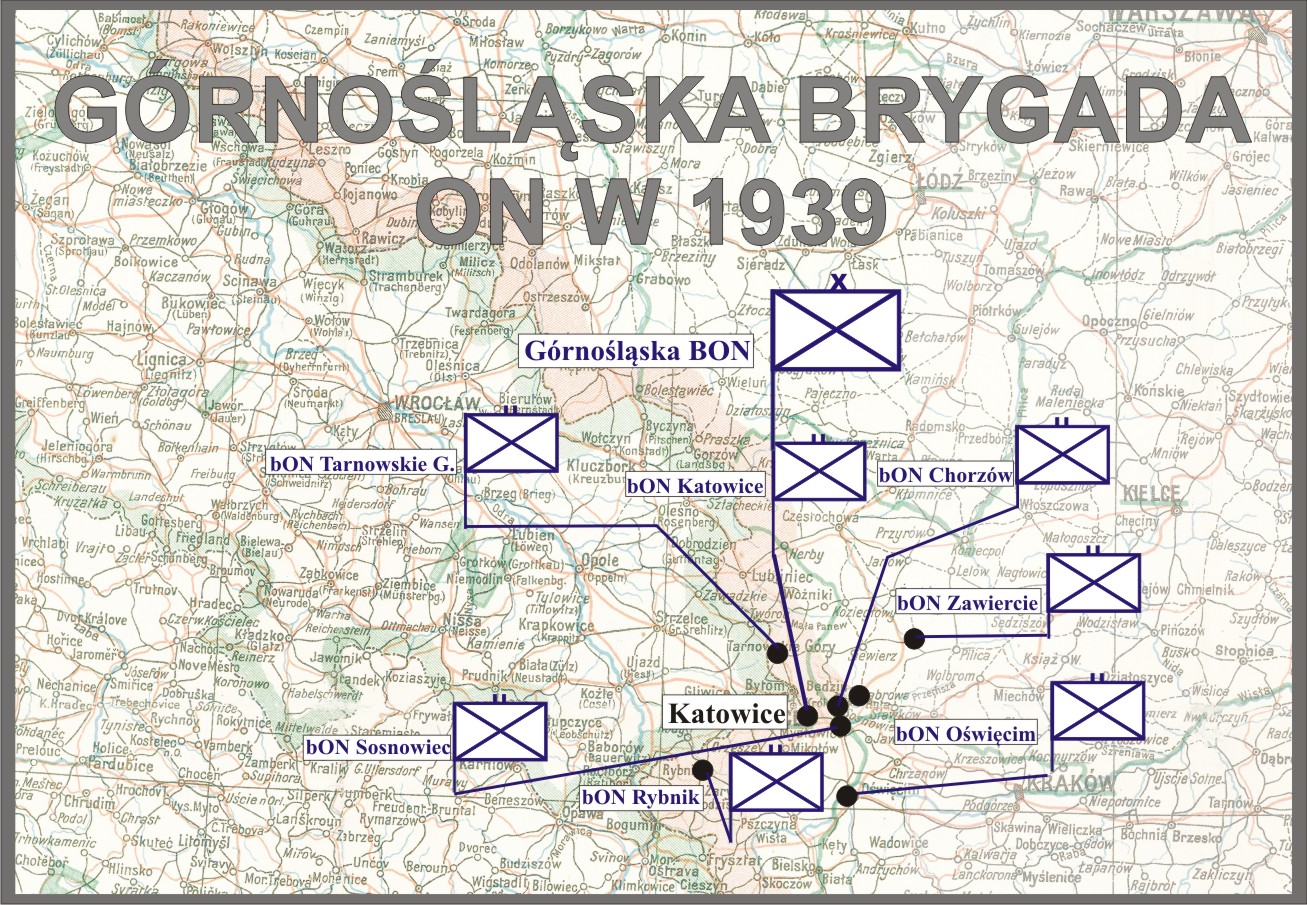
Górnośląska ON

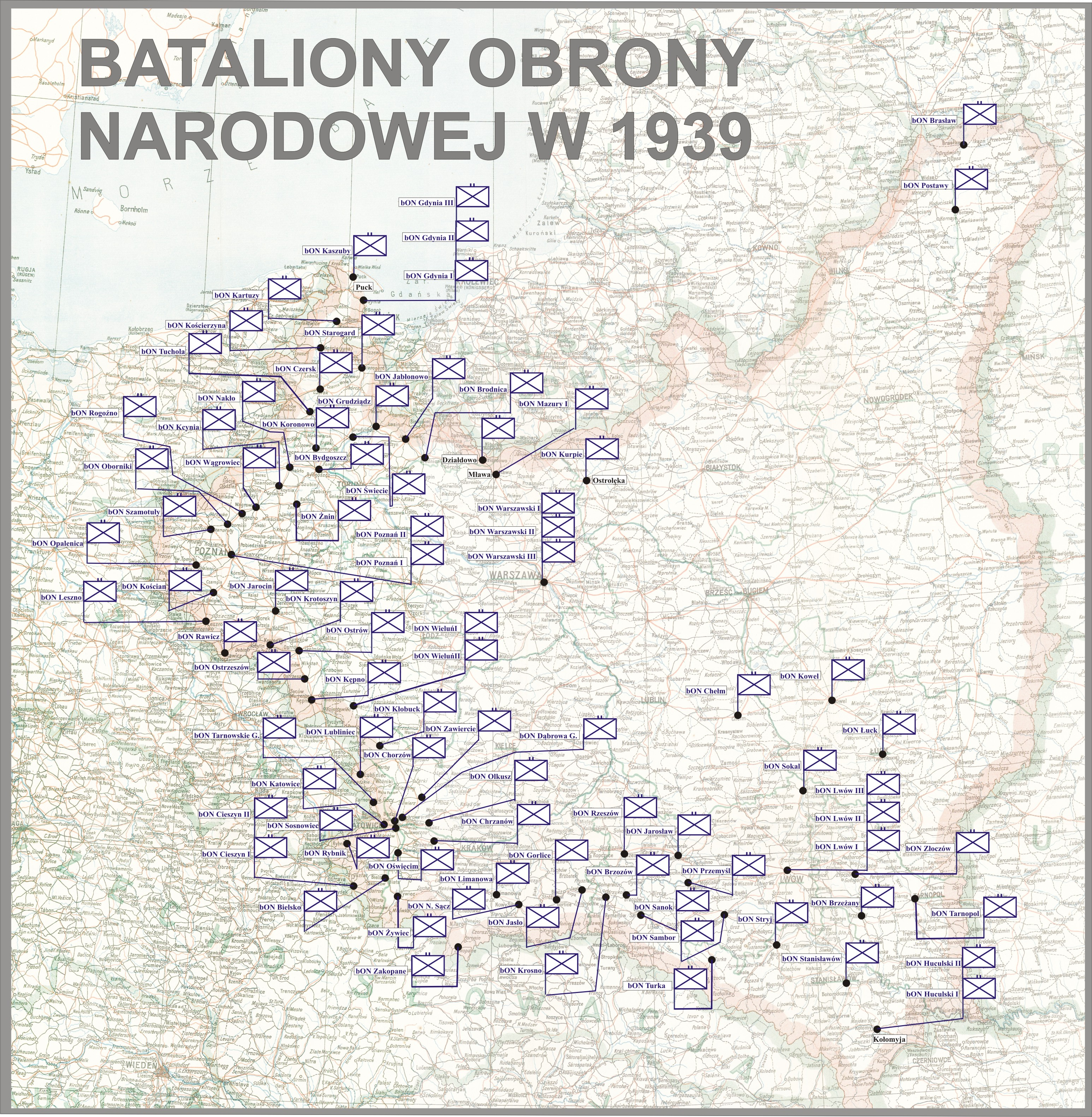
Obrona Narodowa w 1939

Zawierciański Batalion Obrony Narodowej (batalion ON „Zawiercie”), batalion piechoty typ specjalny nr 51 – pododdział piechoty Wojska Polskiego II RP.

## Formowane i zmiany organizacyjne
Batalion został sformowany w 1937 roku, w Zawierciu, w składzie Górnośląskiej Brygady ON. Wiosną 1939 roku został przeformowany na etat batalionu ON typ III. Jednostką administracyjną dla Zawierciańskiego batalionu ON był 11 pułk piechoty w Tarnowskich Górach. Jego dowódcą został mianowany mjr Rudolf Geyer. Ze względu na reorganizacje struktur ON na Śląsku, w  batalionie ON „Zawiercie” nastąpiła zmiana terenu działania batalionu z dniem 2 sierpnia 1939 przeniesiono kompanię ON „Olkusz”, do formowanego batalionu ON „Olkusz” w jej miejsce sformowano nową kompanię ON „Łazy”.
W dniach 24-25 sierpnia 1939 roku, zgodnie z planem mobilizacyjnym „W”, skład osobowy Zawierciańskiego batalionu ON stał się zawiązkiem dla batalionu piechoty typu specjalnego nr 51, mobilizowanego w alarmie, w grupie jednostek oznaczonych kolorem niebieskim przez Komendę Rejonu Uzupełnień Zawiercie.
Baon piechoty nr 51 został włączony w skład 201 pułku piechoty jako jego I batalion.

## Obsada personalna
Obsada personalna batalionu w marcu 1939 roku:
- dowódca batalionu – mjr Rudolf Geyer (*)[b]
- dowódca 1 kompanii ON „Zawiercie” – kpt. Szczepaniak Kazimierz (*)[b]
- dowódca 2 kompanii ON „Olkusz” –  kpt. Szyszkowskl Konstanty (*)[b]
- dowódca 3 kompanii ON „Siewierz” – kpt. piech. Tomczak Kazimierz I

Obsada „wojenna” :
- dowódca batalionu – mjr Rudolf Geyer
- adiutant – NN
- lekarz – ppor. rez. lek. med. Kinowski (ppor. dr med. Tuora)
- dowódca 1 kompanii strzeleckiej (dawniej ON „Zawiercie”) – kpt. Kazimierz Szczepaniak
- dowódca 2 kompanii strzeleckiej (dawniej ON „Łazy”) – ppor. Anatol Garstka
- dowódca 3 kompanii strzeleckiej (dawniej ON „Siewierz”) – kpt. Antoni Bulka
- dowódca kompanii ckm – por. Fedorowicz (por. Adam Doboszyński)